# There'll Be Sad Songs (To Make You Cry)
There'll Be Sad Songs (To Make You Cry) è un singolo del cantante trinidadiano Billy Ocean, pubblicato nel 1986 ed estratto dall'album Love Zone.
Gli autori della canzone sono Wayne Brathwaite, Barry Eastmond e Billy Ocean.

## Classifiche
| Classifica (1986) | Posizione massima |
| ----------------- | ----------------- |
| Stati Uniti       | 1                 |